# Северина, Ирина Антоновна
Ирина Антоновна Северина (2 мая 1996, Бологое, Тверская область) — российская лыжница, призёр чемпионата России по лыжным гонкам, чемпионка России по лыжероллерам. Мастер спорта России.

## Биография
Воспитанница тренера Владимира Алексеевича Петухова (г. Бологое). На внутренних соревнованиях представляет Тверскую область, параллельным зачётом в разные годы представляла Москву и Санкт-Петербург. Специализируется в спринте.
Неоднократная победительница российских соревнований в младших возрастах. В том числе на III зимней Спартакиаде молодёжи России (2016) завоевала золото в эстафете и серебро в спринте, в 2015 году — бронзовый призёр первенства России в спринте.
Участница юниорского чемпионата мира 2016 года в Румынии, где заняла 13-е место в спринте.
В январе 2018 года выступала на двух этапах Кубка мира. В словенской Планице была 55-й в спринте, а в австрийском Зеефельде — 30-й.
На уровне чемпионата России завоевала серебряную медаль в 2018 году в командном спринте в составе команды Тверской области.
Также принимала участие в соревнованиях на лыжероллерах. Чемпионка России 2019 года в спринте. На чемпионате мира 2019 года в Латвии заняла четвёртое место в спринте.